# Growong Kidul
Growong Kidul is een bestuurslaag in het regentschap Pati van de provincie Midden-Java, Indonesië. Growong Kidul telt 5092 inwoners (volkstelling 2010).